# Felszeghy Ödön
Felszeghy Ödön (Nagyszeben, 1907. november 23. – 1984. június 2.) magyar biokémikus, természettudományi szakíró.

## Életútja
Középiskolai tanulmányait szülővárosában, a Gheorghe Lazăr Líceumban végezte el, a kolozsvári Ferdinánd Egyetemen szerzett vegytan szakos tanári oklevelet (1930), a vegyészeti tudományok doktora (1943). Tanári pályáját a dévai Decebal Líceumban kezdte (1930–40), a kolozsvári tanítóképző tanára, majd igazgatója (1941–48), egyidejűleg egyetemi tanársegéd (1941–45), majd előadótanár, 1960-tól egyetemi tanár a Babeș–Bolyai Tudományegyetemen. A Groza-kormány alatt az Oktatásügyi Minisztérium államtitkára, a demokratikus magyar nemzetiségi oktatás egyik szervezője (1946–48). Az államtitkárság megalakulása után új iskolák nyíltak, új tanárokat vettek fel, létrehozták a nemzeti kisebbségek tankönyvkiadóját, megnyitották a Magyar Népi Szövetség (MNSZ) többszöri közbenjárására a művelődési minisztérium 1946. április 9-i, 276. sz. rendeletével Kolozsváron az Állami Magyar Zene- és Színművészeti Főiskolát. A főiskola 1946. október 14-én nyitotta meg kapuit.
Negyedszázadon át tevékeny részt vett az iskolán kívüli népművelés, főleg szabadegyetemek felvilágosító munkájában. Népszerű előadó. Kémiai tanulmányai román és német szakfolyóiratokban (Studia Universitatis Babeș-Bolyai Series Chemia et Biologia, Studii și Cercetări de Chimie, Revue de Biologie, Hoppe-Seyler's Zeitschrift für physiologische Chemie, Lucrări Științifice ale Institutului Politehnic din Cluj) jelentek meg, a Korunk és Művelődés munkatársa. Számos román és magyar nyelvű egyetemi szakmunka, laboratóriumi útmutató, jegyzet szerzője, A beton (1956) című szakmunkát románból magyarra fordította Goldberger Andrással és Dezső Ervinnel. Úttörő a biokémia tantárgyként való bevezetésében.

## Kötetei
- A lecithinnek és a zsirsavaknak biológiai dehydrációja : doktori értekezés. Kolozsvár, 1943;[4]
- Helyi erőforrások értékesítése a kémia segítségével (László Gáborral 1955);
- Biochimie (román nyelven, Ábrahám Sándorral, 1972);
- A biokémia alapjai (Ábrahám Sándorral, 1976);
- Kémiai kislexikon /szerk. Felszeghy Ödön. Bukarest, 1980.